# 크리핑 인플레이션
크리핑 인플레이션(creeping inflation)은 연율로서 조금씩이긴 하지만 물가가 계속적으로 상승해 가는 상태를 말한다. 구체적으로는 연 2∼3% 정도의 물가 상승의 경향을 가리켜 이렇게 말한다.  크리핑 인플레이션에 있어서는 사소한 경기의 후퇴가 일어나고 있는 경우에도 물가의 상승이 계속되고, 1950년대의 미국에서 이런 경향이 현저하여 새로운 인플레이션으로 주목을 받게 되었다. 그 결과, 인플레이션의 원인에 대하여 여러 가지 견해가 제출되어 논쟁이 전개되어 오고 있다. 코스트 인플레이션의 견해는 그러한 논쟁의 과정에서 제창된 것이다. 첨언하면 크리핑 인플레이션의 반대로 급격한 물가의 상승을 초래하는 인플레이션을 갤로핑 인플레이션(galloping inflation)이라 한다.